# Mikaël Ross
Mikaël Ross   (Múnic, 1984) és un dibuixant i il·lustrador alemany de còmics.

## Vida i obra
Del 2004 al 2007, Mikaël Ross es va formar com a sastre de teatre a l'Òpera Estatal de Baviera. Després de la seva formació, Ross va estudiar disseny de moda a l'Acadèmia d'Art de Berlin-Weißensee, completant amb èxit els seus estudis el 2013. Influenciat per la mudança i l'estudi, Ross va publicar el seu primer còmic, Herrengedeck, que va publicar ell mateix el 2008. Durant els seus estudis a l'École Supérieure des Arts Saint-Luc de Brussel·les, va conèixer el belga Nicolas Wouters. Amb Wouters com a autor, Ross va dibuixar els còmics Les pieds dans béton (en alemany Lauter Leben!) i Totem, ambdues obres publicades per Éditions Sarbacane els anys 2013 i 2016, respectivament. La traducció alemanya va ser publicada per l'editorial Avant-Verlag el 2014 i el 2016, respectivament.
El 2018, Avant-Verlag va publicar a Alemanya Der Umfall (lit. La caiguda), dibuixat i escrit per Ross. L'àlbum de còmics es va publicar després de dos anys d'investigació per commemorar el 150è aniversari de la Fundació Evangèlica de Neuerkerode (original: Evangelische Stiftung Neuerkerode). Ross va anar a Neuerkerode (Sickte, Baixa Saxònia) sense massa coneixements previs. L'any 2020, va ser un dels diversos artistes que van col·laborar en el tercer número de la revista infantil de còmics Polle. El mateix any es va publicar la novel·la gràfica Goldjunge, amb motiu del 250è aniversari del naixement de Ludwig van Beethoven. En aquest obra, Mikaël Ross segueix la infància i joventut de Beethoven en diversos episodis, per exemple, descriu el trasllat de Beethoven a Viena el 1792 per convertir-se en alumne de Joseph Haydn.
La seva novel·la gràfica Der verkehrte Himmel (lit. El cel capgirat), publicada el 2024, va ser guardonada amb el premi de literatura infantil i juvenil «Luchs des Monats» el gener de 2025.

## Publicacions
- Herrengedeck. Còmic. Autoeditat, 2008.
- Lauter Leben! Còmic amb Nicolas Wouters. Avant-Verlag, 2014, ISBN 978-3-945034-02-6.
- Tòtem. Còmic amb Nicolas Wouters. Avant-Verlag, 2016, ISBN 978-3-945034-52-1.
- Der Umfall. Còmic. Avant-Verlag, 2018, ISBN 978-3-945034-94-1.
- Das Gewand im Mittelalter: Schnittzeichnungen und Textanleitungen (lit. La indumentària a l'edat mitjana: patrons i instruccions de text). Llibre de no ficció amb Sven Jungclaus. Books on Demand, 2018, ISBN 978-3-7481-2876-2.
- Die Herrenschneiderei: Grundschnitte selbst erstellen (lit. Sastreria d'home: crea els teus propis patrons bàsics). Llibre de no ficció amb Sven Jungclaus. Books on Demand, 2018, ISBN 978-3-7386-1465-7.
- Polle #3. Revista de còmic infantil amb una contribució de Mikaël Ross. Rathje & Elbel, 2020, ISBN 978-3-9821942-0-2.
- Goldjunge (lit. Noi d'or). Còmic. Avant-Verlag, 2020, ISBN 978-3-96445-041-8 .
- Der verkehrte Himmel (lit. El cel al revés). Còmic. Avant-Verlag, 2024, ISBN 978-3-96445-108-8 .

## Recepció
Per a Andreas Platthaus, després de Lauter leben! i Totem, Ross continua amb convinció la seva carrera amb Der Umfall (La caiguda) i comenta al FAZ que els perfeccionats dibuixos a llapis de colors són «un cop de geni rere un cop de geni». Der Umfall és sens dubte un punt àlgid de l'autor, també perquè el mateix Ross fa de guionista per primera vegada. Regina Voss, de Deutschlandfunk Kultur, lloa que l'autor assumeix conseqüentment la perspectiva de Noel, el personatge principal. A més, el text mostra que Ross va fer una investigació extensa al lloc. Els dibuixos a llapis de colors, majoritàriament forts i de vegades prudents, donen a l'obra una «gran vivacitat».
A l'obra Goldenjunge, Ross parla de «la voluntat inquebrantable del jove geni [Ludwig van Beethoven] de seguir el camí de la música». Ross contraresta repetidament tota la tragèdia i la pesadesa amb «moments còmics i també meravellosament descarats», per exemple, quan Beethoven es burla repetidament dels seus germans amb la paraula «Hirnfresser» (lit. Menja-cervells). Segons Thomas Greven a Comixene, Ross presenta la infantesa i la joventut de Beethoven amb una gran riquesa narrativa i delicadesa gràfica. Amb l'ajuda de les seves «imatges dinàmiques i acolorides», Ross implementa hàbilment la biografia, trencant repetidament «els marges del panell i el disseny de la pàgina». Obra digna de lectura, «comèdia, tragèdia i triomf» s'hi troben junts.

## Premis
- 2016: Pépite des Grands per a Totem a la categoria còmic al Salon du livre et de la presse jeunesse al departament de Seine-Saint-Denis.[12]
- 2017: Premi Rudolph Dirks per a Totem en la categoria Drama juvenil / Coming of Age.
- 2018: Beca de còmic de l'Administració Cultural del Senat de Berlín dotada amb 16.000 EUR.[3][13]
- 2019: Premi Rudolph Dirks per Der Umfall en les categories Drama social / Slice of Life i Alemanya - Dibuixos
- 2020: Premi Max i Moritz per Der Umfall com a millor còmic en alemany.